# 詹姆斯·杰戈
詹姆斯·亞歷山大·「吉米」·杰戈（英語：James Alexander "Jimmy" Jeggo，1992年2月12日—），是一名奥地利裔澳洲職業足球員，司職中場，現效力於澳大利亞職業足球聯賽球會墨爾本城。澳洲國家足球隊成員。

## 球員生涯

### 墨爾本勝利
2011年3月21日，由於在青年隊比賽表現出色，杰戈與澳職球會墨爾本勝利簽下三年合約加盟。201年11月12日的2011/12球季第六輪對中岸水手時，首次在職業聯賽上場。2012年2月10日主場對中岸水手的比賽，他被安排以先發身份上場，球隊以2-1反勝對手。3月16日杰戈取得首顆職業進球，使球隊以3-0擊敗威靈頓鳳凰。
2012/13球季，他的上場時間大減，總比賽時間只有310分鐘，比上季減少了超過一半，大部份時間都是替補身份上場。

### 阿德萊德聯
2014年5月1日，杰戈與阿德萊德聯簽約加盟，在澳洲足總盃決賽對柏斯光輝賽事中踢滿全場比賽。